# Reaktor S5W
S5W – amerykański napędowy jądrowy reaktor wodny ciśnieniowy (PWR) opracowany i wykorzystywany do zapewnienia energii i napędu jednostek pływających marynarki wojennej Stanów Zjednoczonych. Pierwszym okrętem US Navy wyposażonym w ten reaktor był przyjęty do służby w 1959 roku USS "Skipjack" (SSN-585). Okręt ten był jednostką wiodącą pierwszego typu zbudowanego na bazie kadłubu Albacore, opracowany za pomocą okrętu doświadczalnego USS "Albacore" (AGSS-569). Reaktor S5W pozostał standardowym reaktorem napędowym US Navy do czasu wprowadzenia jednostek typu Los Angeles z reaktorem S6G. Był też pierwszym w pełni udanym i niezawodnym reaktorem US Navy.
Symbolika:
- S – jednostka dla okrętów podwodnych (submarine)
- 5 – 5 generacja rdzenia w klasyfikacji producenta
- W – producent (W – Westinghouse Electric)